# Tomas Seyler
Tomas „Shorty“ Seyler (* 16. Juli 1974 in Bremerhaven; † 11. Juli 2024) war ein deutscher Dartspieler. Im Darts war der gelernte Schiffbauer und mehrfache deutsche Meister ab 2002 für mehrere Jahre die deutsche Nummer 1.

## Werdegang
2005 wurde er von der PDC zur PDC World Darts Championship eingeladen, wo er in der zweiten Runde gegen die Nummer 4 der Welt Roland Scholten ausschied. Auch 2006 trat er wieder an und scheiterte diesmal in der ersten Runde an Colin Lloyd. Auch 2010 war Seyler bei der World Professional Darts Championship beteiligt, er verlor allerdings in der Vorrunde gegen Jan van der Rassel. Bei der PDC World Darts Championship 2014 verlor Seyler in Runde 1 gegen Kevin Painter.
Bei den European Darts Championship 2010 schied er in der ersten Runde mit 4:6 gegen Michael van Gerwen aus. Bei den European Darts Championship 2012 verlor er in der ersten Runde gegen Wes Newton mit 0:6, 2013 gegen Raymond van Barneveld mit 1:6 ebenfalls in Runde 1. Durch einen Sieg bei der PDC Qualifying School sicherte er sich zu Beginn der Saison 2014 letztmals eine Tour Card.
Bei den meisten Major-Turnieren der PDC unterstützte Seyler – zunächst neben Roland Scholten – als Darts-Experte die TV-Übertragungen auf Sport1 an der Seite von Elmar Paulke und Tobias Drews sowie als Kolumnist auf deren Internetpräsenz. Von 2019 bis Ende 2021 war er an der Seite von Paulke als Experte für den Streamingdienst DAZN tätig.
Darüber hinaus veröffentlichte Seyler 2017 gemeinsam mit Rick Arena den Partyschlager Taylor-Wonderland.
Ab 2021 betrieb Seyler mit einem Geschäftspartner in Bremen die Shorty-Merch UG, ein Unternehmen zum Vertrieb von Sportartikeln, insbesondere Dartzubehör und Dartbekleidung.
Nach einem gesundheitlichen Zusammenbruch am 29. Juni 2024 wurde Seyler in ein Krankenhaus eingeliefert, wo er am 11. Juli 2024 starb.

## Weltmeisterschaftsresultate
- 2006: 2. Runde (2:4-Niederlage gegen  Roland Scholten)
- 2007: 1. Runde (0:3-Niederlage gegen  Colin Lloyd)
- 2010: Vorrunde (1:4-Niederlage gegen  Jan van der Rassel)
- 2014: 1. Runde (0:3-Niederlage gegen  Kevin Painter)